# The Thing Called Love
The Thing Called Love —conocida como Esa cosa llamada amor en España y Una cosa llamada amor en Hispanoamérica— es una película dramática musical dirigida por Peter Bogdanovich y protagonizada por Samantha Mathis, River Phoenix, Sandra Bullock y Dermot Mulroney. Se estrenó el 16 de julio de 1993 en Estados Unidos y el 17 de junio de 1994 en España.

## Argumento
Miranda Presley (Samantha Mathis) llega a Nashville (Tennessee) junto a su guitarra y a su gran sueño: ser una famosa cantante de música country. En el café Bluebird conoce a un grupo de veinteañeros junto a los que vivirá una historia en la que lucharán en su vida por el amor y por alcanzar sus sueños: su compañera de piso Linda Lue (Sandra Bullock), Kyle Davidson (Dermot Mulroney) y James Whright (River Phoenix).

## Localización
Se rodó en Nashville (Tennessee, Estados Unidos) entre el 2 de noviembre de 1992 y el 6 de febrero de 1993.

## Recepción crítica y comercial
Según la página de Internet Rotten Tomatoes recibió un 55% de comentarios positivos. Entre los comentarios a destacar se encuentra el del crítico cinematográfico Roger Ebert:

"Tal vez nadie podría haber salvado a River Phoenix de la muerte, pero su interpretación en esta película debería haber sido vista por alguien como un gran grito de ayuda".
Roger Ebert, crítico de cine.

Recaudó en Estados Unidos un millón de dólares. Se desconoce cuáles fueron las recaudaciones internacionales. El presupuesto fue de 14 millones.

## Trivia
- Fue la última película en la que participó River Phoenix, que murió el 31 de octubre de 1993 a los 23 años.
- Sandra Bullock escribió e interpretó la canción Heaven Knocking On My Door.[6]
- Todos los actores de la película interpretan todas sus canciones personalmente.[7]
- River Phoenix escribió la canción de su personaje, Lone Star State Of Mine, especialmente para la película.[8]

## DVD
Esa cosa llamada amor está disponible a la venta en DVD en España.